# Різдво-Богородична церква (Вороньки)
Різдво-Богородична церква — дерев'яна церква у селі Вороньки Чорнухинського району Полтавської області

## Історія
Час будівництва першої дерев'яної церкви на честь Різдва Пресвятої Богородиці у с. Вороньки Лубенського полку (тепер Чорнухинського р-ну) невідомий. Ймовірно, її було зведено у 1660-х. Підтвердженням цьому є ліва створка царських врат церкви, яка зберігається у Національному художньому музеї України і датується серединою XVII ст.
Наступний, «дубовый храм о трех куполах» було збудовано 1733 року зусиллями парафіян на кошти єпископа Переяславського і Бориспільського Арсенія (Берла), про що свідчив напис на лиштві західного входу до церкви.
У 1816 році поряд з існуючим храмом із дозволу єпископа Полтавського і Переяславського Анатолія (Максимовича) збудовано дерев'яну двоярусну дзвіницю. Саму ж церкву реконструювали — східний і західний куполи зняли, перетворивши споруду на одноверху. До центральної частини з півночі та півдня прибудували дільниці, які разом із західною прикрасили чотириколонними портиками із трикутними фронтонами. Одночасно було замінено дерев'яну покрівлю та шалівку на стінах.
У середині ХІХ ст., перед початком реконструкції 1857 року, яка цілковито змінила зовнішній вигляд церкви, старий храм та дзвіницю поставили на мурований цоколь, одночасно було закладено підмурки для нових зовнішніх стін майбутньої споруди.
У 1867 році реконструйовану церкву вкрили білим листовим металом, а стіни зсередини та ззовні пофарбували у білий колір олійною фарбою. 1916 року церкву розписали.
Релігійна громада була знята з державного обліку 1934 року, а церква перетворена на клуб. Під час цієї реконструкції було демонтовано світловий барабан, хори та другий ярус дзвіниці. Релігійна громада відновила свою діяльність під час німецької окупації 1941 року у приміщенні колишньої церкви. 15.06.1944 громада отримала припис на звільнення приміщення церкви за підписом голови та секретаря сільської ради. 7.08.1944 громада зареєстрована органами радянської влади у приміщенні храму за № 231. Знята з державної реєстрації 1961 року, після чого споруду церкви почали використовувати як зерносховище та складське приміщення.
У новітній час релігійна громада відновила свою діяльність як громада Української православної церкви. Зареєстрована державними органами влади 26.05.1992 за № 47.